# Te Atairangi Kaahu
Te Atairangi Kaahu (23 de julio de 1931 - † 15 de agosto de 2006), fue la reina del pueblo maorí desde el 23 de mayo de 1966, fecha en que fue coronada tras la muerte de su padre Korokī, hasta el día de su muerte, es la reina Maorí que más tiempo ha estado en el cargo.